# Proyart
Proyart (picardisch: Proéyart) ist eine französische Gemeinde mit 762 Einwohnern (Stand 1. Januar 2022) im Département Somme in der Region Hauts-de-France. Die Gemeinde gehört zum Kanton Ham und ist Teil der Communauté de communes Terre de Picardie.

## Geographie
Die Gemeinde liegt rund 6,5 km südlich von Bray-sur-Somme in der Santerre. Das Gemeindegebiet erstreckt sich im Norden bis zum linken Ufer der Somme und im Süden bis zur Départementsstraße D1029 (Teil des Systems der Chaussée Brunehaut) von Amiens nach Saint-Quentin. Zu Proyart gehört der Weiler Bois-la-haut.

## Geschichte
Proyart war der Schauplatz von Kampfhandlungen im Ersten Weltkrieg vom 10. bis zum 12. August 1918, an denen auch australische Truppen beteiligt waren.
Die Gemeinde erhielt als Auszeichnung das Croix de guerre 1914–1918.

## Einwohner
| 1962 | 1968 | 1975 | 1982 | 1990 | 1999 | 2006 | 2010 |
| ---- | ---- | ---- | ---- | ---- | ---- | ---- | ---- |
| 501  | 527  | 513  | 509  | 514  | 522  | 585  | 637  |

## Verwaltung
Bürgermeister (maire) ist seit 2008 Jean-Claude Louvet.

## Sehenswürdigkeiten
- Kriegerdenkmal (Monument aux morts)
- Schloss
- Der vom Volksbund Deutsche Kriegsgräberfürsorge betreute deutsche Soldatenfriedhof mit 4644 Bestattungen aus dem Ersten Weltkrieg[2].